# О’Донован, Ричард II
Ричард О’Донован II, О’Донован из Кланкахилла (1764/1768 — 1829) — генерал ирландского происхождения времён Наполеоновских войн.
Ричард II был сыном Джейн Бехер, дочери Джона Бехера, и Даниэля V О’Донована из Кланкахилла. Получив звание генерала 6-го (Иннискиллингского) драгунского полка, О’Донован участвовал в Наполеоновских войнах, во Фландрии и в Испании. Командовал испанским гарнизоном во время второй осады Жироны. Он стал близким знакомым английского принца-регента и спас жизнь принцу Фредерику, герцогу Йоркскому и Олбани, во время отступления английской армии из Голландии.
О’Донован занял пост главы Кланкахилла в 1778 году. Он женился на валлийке леди Эмме Пауэлл, дочери Роберта Пауэлла, но брак оказался бездетным. Поэтому Ричард О’Донован отменил завещание своего отца и оставил всё свое поместье, включая поместье Баунлахан, семье жены, к своему собственному недовольству, так как к тому времени он был последним из семьи О’Донованов, история которой насчитывала 600 лет. Он умер в 1829 году. После него главенство Кланкахилла перешло к кадетской линии потомков Тейга, младшего брата Донала III О’Донована (дальнего предка Ричарда).
Технически поместье Баунлахан было построено в конце XVII века Доналом IV, но оно было возведено на месте более раннего поместья Рахина, возведённого Доналом II на землях, завоёванных его отцом Доналом I у соперничающего септа, O’Донованов. Таким образом, их семья владела этой землёй с XIII века.